# Zoe Turnes
Zoe Turnes Cali (* 26. Juli 2000 in Buenos Aires) ist eine argentinische Handballspielerin, die insbesondere in der Variante Beachhandball erfolgreich ist.

## Werdegang
Zoe Turnes lebt in La Boca. Sie spielt für Sociedad Escolar y Deportiva Alemana Lanús Oeste (S.E.D.A.L.O), einem Verein, in dem neben ihr zeitgleich auch Caterina Benedetti ausgebildet wurde. Sie spielt auf der Position Linksaußen, im Beachhandball alternativ auch als Kreisläuferin.
Turnes ist Juniorennationalspielerin der argentinischen Handball-Nationalmannschaft. Bei den Panamerikanischen Juniorinnenmeisterschaften 2018 in Buenos Aires gewann sie nach Siegen gegen Uruguay, Peru und Paraguay sowie Niederlagen gegen Brasilien und Chile die Bronzemedaille. Gegen Uruguay war Turnes mit fünf Treffern gemeinsam mit Caterina Benedetti erfolgreichste Torschützin ihrer Mannschaft.

## Beachhandball

### Jugend- und Juniorenbereich
Turnes gehörte zunächst der Juniorennationalmannschaft Argentiniens im Beachhandball an. Mit dieser nahm sie an den erstmals ausgetragenen Panamerikanischen Beachhandball-Juniorenmeisterschaften 2017 (U 17) teil und gewann mit ihrer Mannschaft den Titel. Es war zugleich die Qualifikation für die Beachhandball-Juniorenweltmeisterschaften 2017 in Flic-en-Flac auf Mauritius. Mit ihrer Mannschaft schlug sie dort in der Vorrunde Paraguay und Kroatien, unterlag jedoch Ungarn. In der Hauptrunde schlug Argentinien Taiwan, unterlag dann den Niederlanden. Als Hauptrundendritte zog sie mit Argentinien in die Viertelfinals ein, wo zunächst China besiegt wurde. Im Halbfinale unterlag man erneut den Niederlanden, im Spiel um den dritten Rang gelang ein Sieg über Portugal und damit der Gewinn der Bronzemedaille. Ein Jahr später waren die Olympischen Jugend-Sommerspiele 2018 in ihrer Heimat Buenos Aires der Saisonhöhepunkt. Beachhandball ersetzte erstmals Hallenhandball und war erstmals überhaupt olympisch. Schon im Laufe des Jahres nahm Turnes an vier Spielreisen zur Vorbereitung nach Brasilien teil. In der Vorrunde schlug man die Mannschaften aus der Türkei, aus Paraguay, Venezuela und Hongkong. Einzig das letzte Gruppenspiel, erneut gegen die Niederlande, ging verloren. Waren die Spiele in der Vorrunde immer eindeutige Angelegenheiten, wurden sie in der Hauptrunde enger, alle drei Spiele gingen ins Shootout. Nachdem man Kroatien geschlagen hatte, unterlag man dem Team aus Ungarn und gewann danach denkbar knapp gegen Taiwan. Als drittplatziertes Team der Hauptrunde traf man auf einen der beiden Angstgegner Ungarn. Obwohl die Ungarinnen in der Addition sogar einen Punkt mehr erzielt hatten, gewannen die Argentinierinnen ein hart umkämpftes Spiel glücklich im Shootout. Im Finale trafen die Argentinierinnen erneut auf Kroatien und besiegten diese mit 2-0 Sätzen. Turnes gewann somit mit Argentinien die erste olympische Goldmedaille im Beachhandball. Als Torschützin trat sie selten in Erscheinung, sie wurde vorrangig in der Verteidigung eingesetzt. Insgesamt steuerte sie in zehn Spielen 18 Punkte bei.

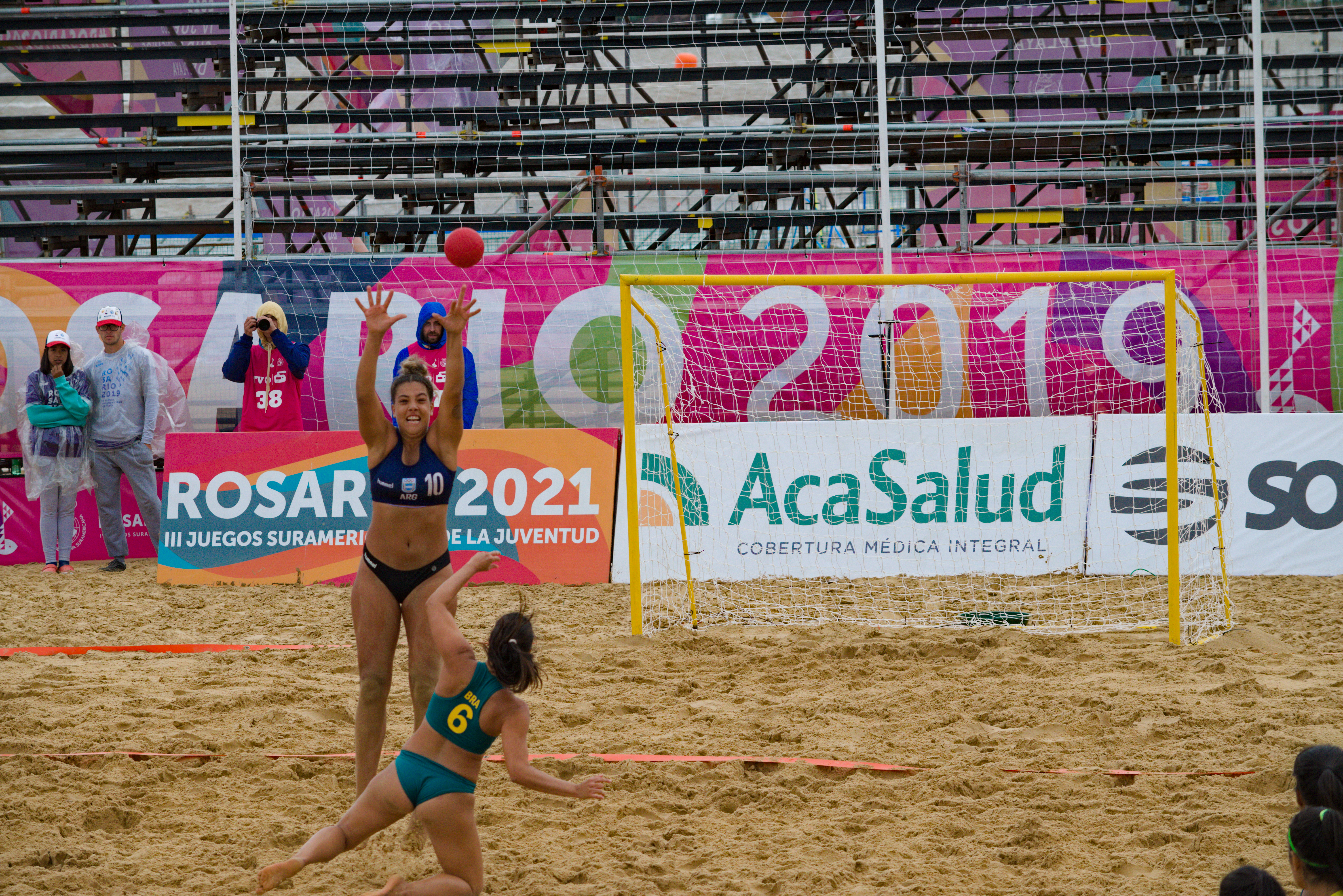
Turnes verteidigt gegen einen brasilianischen Angriff im Finale der South American Beach Games 2019

### A-Level
Anschließend rückte Turnes gemeinsam mit ihren langjährigen Mitstreiterinnen in der Juniorinnen-Nationalmannschaft Carolina Ponce, Caterina Benedetti, Fiorella Corimberto und Gisella Bonomi in die Beachhandball-A-Nationalmannschaft Argentiniens auf. Erste internationale Meisterschaften wurden die South American Beach Games 2019 in Rosario. In der Vorrunde wurden Paraguay, Chile und Peru geschlagen und die Argentinierinnen gingen als Tabellenerste ins Halbfinale. Dort wurde Venezuela mit 2-0 besiegt. Im Finale traf man mit Brasilien auf eine der stärksten Mannschaften der Welt. Das Finale war hart umkämpft und ging bis in den Shootout. Es war ihr erster internationaler Titel bei den Frauen. Im weiteren Jahresverlauf gehörte Turnes auch dem Kader Argentiniens für die Süd- und Mittelamerikanischen Beachhandballmeisterschaften 2019 in Maricá in Brasilien an. Mit Gisella Bonomi, Fiorella Corimberto, Lucila Balsas und Zoe Turnes rekrutierte sich das Team erneut zur Hälfte aus Spielerinnen die bei den Olympischen Jugendspielen Gold gewonnen hatten. In der Qualifikationsrunde wurden die Vertretungen aus Paraguay und Chile geschlagen, gegen die Mannschaften Uruguays und der Gastgeber verlor das argentinische Team. Als dritter der Qualifizierungsrunde erreichte man das Halbfinale, in dem Uruguay dieses Mal im Shootout geschlagen wurde. Im Finale unterlag man Brasilien klar, qualifizierte sich damit aber für die World Beach Games 2019 in Katar, da Brasilien schon aufgrund der Platzierung bei der letzten Weltmeisterschaft qualifiziert war. Hier spielte Turnes mit Argentinien eine sehr gute Hauptrunde, in der neben den USA und Tunesien auch die Weltklassemannschaften aus Dänemark und Ungarn geschlagen wurden. Einzig Brasilien musste man sich erneut geschlagen geben. Im Viertelfinale musste sich Argentinien dem überraschend starken Team aus Vietnam geschlagen geben. In den Platzierungsspielen schlug Argentinien danach klar den amtierenden Weltmeister Griechenland, unterlag danach im Spiel um Rang fünf Polen deutlich und wurde Sechste.
Im Februar 2019 gewann Turnes mit ihrer Mannschaft ACHA de Mar del Plata, zu der auch alle übrigen Goldmedaillengewinnerinnen der Olympischen Jugendspiele, Gisella Bonomi, Rosario Soto, Carolina Ponce, Fiorella Corimberto, Lucila Balsas, Belén Aizen, Caterina Benedetti und Jimena Riadigos gehörten, den Titel bei der erstmals ausgetragenen argentinischen Beachhandball-Sommertour. Trainiert wurden sie von ihrer Trainerin in den argentinischen U-Nationalmannschaften Leticia Brunati. Ende 2019 nahm Turnes als Gastspielerin für den Verein APCEF aus Paraíba am Finale der brasilianischen Beachhandball-Tour teil und belegte den fünften Platz. Zusammen mit ihren Nationalmannschaftskolleginnen Agustina Mamet, María Florencia Allende, Soto, Balsas, Benedetti sowie den Schwestern Fiorella und Micaela Corimberto gewann sie im Januar 2020 den IFES Fly Summer Cup in Montevideo.
2022 spielt Turnes zudem für das spanische A.M. Team Almeria und nahm mit der Mannschaft am EHF Beach Handball Champions Cup 2022 teil, wo die Bronzemedaille gewonnen wurde.

## Erfolge
| World Beach Games - 2019: 6. South American Beach Games - 2019: Süd- und Mittelamerikanische Beachhandballmeisterschaften - 2019: | Olympische Jugendspiele - 2018: Beachhandball-Juniorenweltmeisterschaften - 2017: Panamerikanische Beachhandball-Juniorenmeisterschaften - 2017: Panamerikanischen Handball-Juniorinnenmeisterschaften - 2018: | Argentinische Beachhandball-Sommertour - 2019: IFES Fly Summer Cup - 2019: EHF Beach Handball Champions Cup - 2022: |